# Our Modern Maidens
Our Modern Maidens – amerykański niemy dramat z 1929 w reżyserii Jacka Conwaya, zrealizowany w erze Pre-Code.

## Treść
Flapper uwodzi dyplomatę, aby pomóc w karierze narzeczonego, gdy ten romansuje z inną kobietą.

## Obsada
- Joan Crawford – Billie Brown
- Rod La Rocque – Glenn Abbott aka „Dynamite”
- Douglas Fairbanks Jr. – Gil Jordan
- Anita Page – Kentucky Strafford
- Jack Conway